# La Remise des chevreuils en hiver
La Remise des chevreuils en hiver est un tableau réalisé par le peintre français Gustave Courbet vers 1866. Il est exposé au musée des Beaux-Arts de Lyon, depuis son acquisition en 1883.

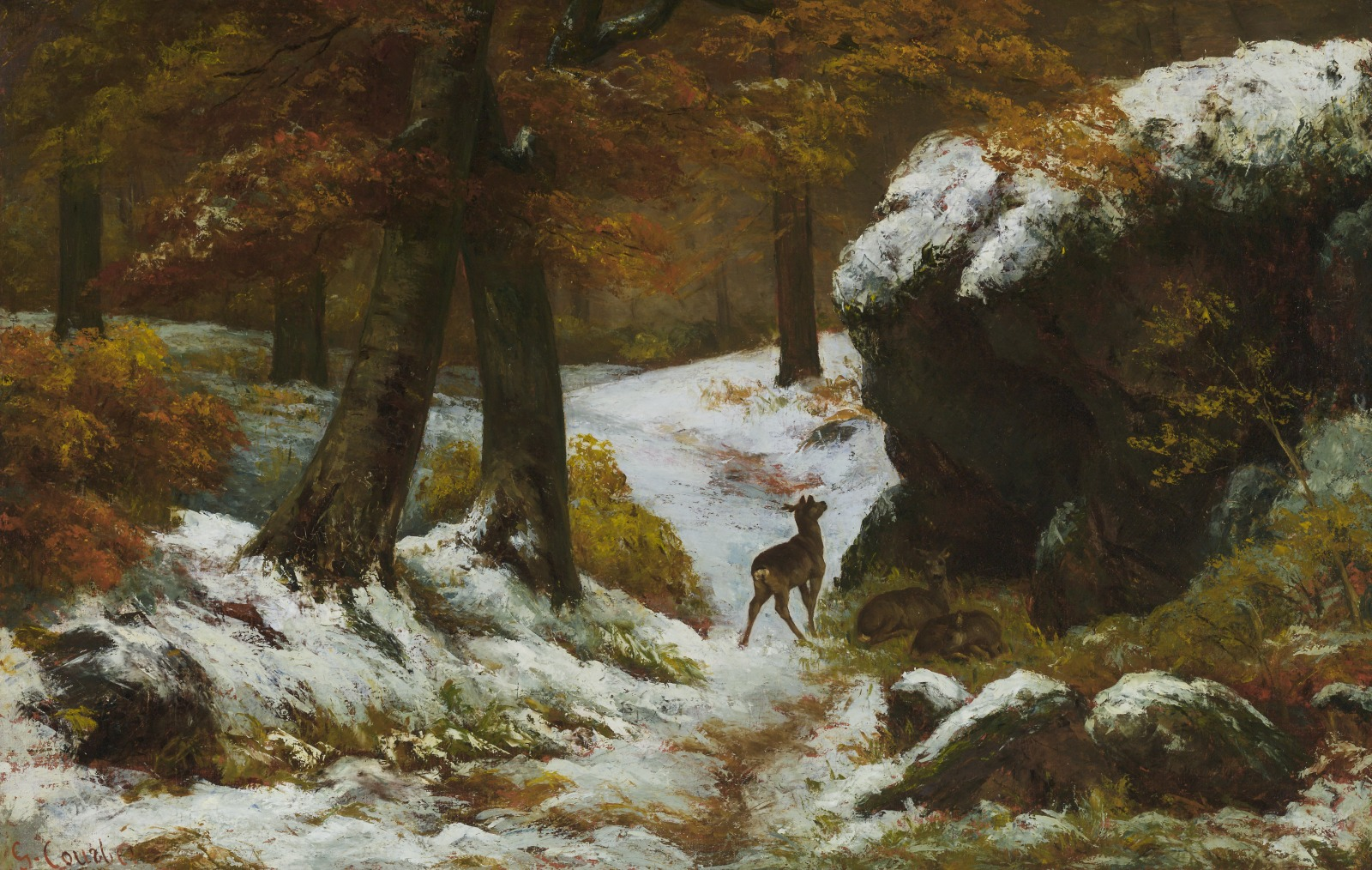
La Forêt, l'hiver, 1860 – Cincinnati Art Museum, Cincinnati.